# Agylla nochiza
Agylla nochiza är en fjärilsart som beskrevs av Paul Dognin 1894. Agylla nochiza ingår i släktet Agylla och familjen björnspinnare. Inga underarter finns listade i Catalogue of Life.